# Hasanabadi, Hangal
Hasanabadi là một làng thuộc tehsil Hangal, huyện Haveri, bang Karnataka, Ấn Độ.